# بنار أب شيرين (زيارت)
بنار أب شيرين (بالفارسية: بنارآب‌شیرین) هي قرية تقع في إيران في Ziarat Rural District. يقدر عدد سكانها بـ 395 نسمة بحسب إحصاء 2016.